# خليل إبراهيم إرين
خلـيل إبراهيم إرين (بالتركية: Halil İbrahim Eren)‏ (20 يناير 1956 في تركيا - ) هو مدرب كرة قدم ولاعب كرة قدم تركي في مركز الهجوم. لعب مع بولو سبور.

## وصلات خارجية
- خلـيل إبراهيم إرين على موقع اتحاد تركيا (لاعب) (الإنجليزية)
- خلـيل إبراهيم إرين على موقع اتحاد تركيا (مدرب) (الإنجليزية)
- خلـيل إبراهيم إرين على موقع عالم كرة القدم.نت (الإنجليزية)